# Ostre kłębuszkowe zapalenie nerek
Ostre kłębuszkowe zapalenie nerek, OKZN (zapalenie nerek poinfekcyjne, rozplemowe, wewnątrzwłośniczkowe, łac. glomerulonephritis acuta, ang. acute glomerulonephritis) – rodzaj glomerulopatii charakteryzujący się powstawaniem kompleksów immunologicznych, które pojawiają się ok. 1-3 tyg. po przebyciu infekcji i zwykle samoistnie ustępują.

## Epidemiologia
Choroba najczęściej rozwija się w czasie wiosny lub jesieni, zwykle po infekcji paciorkowcem z grupy A. Zachorowania dotyczą głónie dzieci, częściej chorują chłopcy. 10% przypadków OKZN dotyczą dorosłuch, z czego 2 krotnie częściej odnotowuje się zachorowania wśród mężczyzn. 

## Etiologia
Ostre kłębuszkowe zapalenie nerek dzieli się na 2 typy: ostre popaciorkowcowe kłębuszkowe zapalenie nerek oraz inne poinfekcyjne kłębuszkowe zapalenie nerek.
Za czynniki etiologiczne uważa się:
- paciorkowce
- Pseudomonas
- E.coli
- Proteus
- Serratia
- pneumokoki
- Klebsiella
- wirus ospy wietrznej i półpaśca
- wirus Epsteina-Barr
- wirusy zapalenia wątroby
- zakażenia grzybicze np. Histoplasma capsulatum

Gdy czynnikiem etiologicznym są paciorkowce (wiekszość infekcji) czynnikiem inicująjącym rozwój glomerulopatii są wewnątrzkomórkowe biłka cytoplazmatyczne, najczęściej streptolizyna.  Patogeny bakteryjne lokalizują się w błonie podstawnej kłębuszków nerkowych, a następnie inicują powstawanie kompleksów białkowych. 
Ostre kłębuszkowe zapalenie nerek może także rozwinąć się na drodze aktywacji przeciwciał pod wpływem paciorkowcowej neuraminidazy. 
W konsekwencji powstania złogów dochodzi do aktywacji układu dopełniacza, co z kolei uszkadza błonę podstawną kłębuszków nerkowych. 
WG KDIGO 2021 ostre kłębuszkowe zapalenie nerek o etiologii bakteryjnej dzieli się na:
- poinfekcyjne
- shunt nephritis - związane z patologiami dotyczącymi układu nerwowego lub serca
- związane z infekcyjnym zapaleniem wsierdzia
- związane z zakażeniem z obecnością kompleksów IgA.

## Obraz kliniczny
Początek choroby jest gwałtowny, rozwija się ok. 1-3 tyg. po infekcji układu oddechowego lub 2-6 tyg. po infekcji skórnej o etiologii paciorkowcowej.
Objawy składają się na triadę Addisa:
- obrzęki - dotyczą ok. 85% przypadków, zlokalizowane są zwykle w okolicach oczu
- nadciśnienie tętnicze - dotyczą ok. 60-80% przypadków
- patologie w moczu jak np. krwinkomocz, białkomocz.

Mniej charakterystycznymi objawami są także: osłabienie, złe samopoczucie, mniejszy apetyt, wymioty. 
U około 5% przypadków choroba wiąże się z ciężkim przebiegiem klinicznym, dochodzi do rozowoju ostrego uszkodzenia nerek, gdzie konieczne jest zastosowanie dializoterapii.
W większości przypadków - 70-80% dochodzi do samoistnego wyzdrowienia po kilkunastu dniach, zmiany w moczu mogą się jednak utrzymywać do ok. roku- kilku lat po przebytej chorobie. Nawroty choroby są niezwykle rzadkie. 
Gorsze rokowanie występuje w przypadku osób starszych lub chorujących na przewlekłą chorobą nerek.

## Diagnostyka
- analiza moczu: białkomocz, krwinkomocz
- posiewy krwi - wykonuje się je, by zidentyfikować czynnik odpowiedzialny za rozwój choroby
- badania serologiczne - obserwuje się wzmożoną aktywność streptolizyny lub hipergammaglobulinemię
- biopsja nerki - wykonuje się ją, kiedy po ok. 6 tyg nie dochodzi do wyzdrowienia lub gdy postępuje niewydolność nerek

## Leczenie
W przypadku infekcji o etiologii bakteryjnej stosuje się antybiotykoterapię, celem eliminacji patogenu.
Stosuje się także leczenie objawowe, do czego zaliczyć można: ograniczenie podaży płynów i sodu podaż leków moczopędnych np. furosemidu. Nadciśnienie tętnicze leczy się wg ogólnych zasad leczenia tej choroby. 
W ciężkich przypadkach wykonuje się dializoterapię. 